# Jean-Baptiste Amiot
Jean-Baptiste Amiot (baptisé Jean), né le 25 novembre 1717 et mort le 5 juin 1769, était un négociant en Nouvelle-France.